# Icerya genistae
Icerya genistae är en insektsart som beskrevs av Hempel 1912. Icerya genistae ingår i släktet Icerya och familjen pärlsköldlöss. Inga underarter finns listade i Catalogue of Life.